# Colpolopha
Colpolopha is een geslacht van rechtvleugeligen uit de familie Romaleidae. De wetenschappelijke naam van dit geslacht is voor het eerst geldig gepubliceerd in 1873 door Stål.

## Soorten
Het geslacht Colpolopha omvat de volgende soorten:
- Colpolopha biloba Pictet & Saussure, 1887
- Colpolopha bruneri Rehn, 1905
- Colpolopha latipennis Stål, 1878
- Colpolopha metae Hebard, 1923
- Colpolopha obsoleta Serville, 1831
- Colpolopha praemorsa Gerstaecker, 1889
- Colpolopha rehni Hebard, 1923
- Colpolopha simplex Hebard, 1923
- Colpolopha sinuata Stål, 1873
- Colpolopha waehneri Günther, 1940